# George Gershwin
George Gershwin (nacido Jacob Gershovitz; Brooklyn, 26 de septiembre de 1898-Beverly Hills, 11 de julio de 1937) fue un músico, compositor y pianista estadounidense. Su música se caracteriza por combinar la música clásica y el jazz.
Entre sus obras más conocidas figuran las composiciones orquestales Rhapsody in Blue (1924) y Un americano en París (1928), las canciones Swanee (1919) y Fascinating Rhythm (1924), los estándares de jazz Embraceable You (1928) y I Got Rhythm (1930), y la ópera Porgy and Bess (1935), que incluía la canción Summertime (canción de George Gershwin).
Gershwin estudió piano con Charles Hambitzer y composición con Rubin Goldmark, Henry Cowell y Joseph Brody. Comenzó su carrera como song plugger pero pronto empezó a componer obras teatrales para Broadway con su hermano Ira Gershwin y con Buddy DeSylva. Se trasladó a París, con la intención de estudiar con Nadia Boulanger, pero ella le rechazó, temerosa de que unos estudios clásicos rigurosos arruinaran su estilo influenciado por el jazz; Maurice Ravel expresó objeciones similares cuando Gershwin preguntó si quería estudiar con él. Posteriormente compuso Un americano en París, regresó a Nueva York y escribió Porgy and Bess con Ira y DuBose Heyward. Inicialmente un fracaso comercial, llegó a ser considerada una de las óperas americanas más importantes del siglo XX y un clásico cultural estadounidense.
Gershwin se trasladó a Hollywood y compuso numerosas partituras para películas. Murió en 1937 de un tumor cerebral.

## Primeros años
Hijo de una familia de inmigrantes ucranianos de origen judío, su talento para la música se manifestó a temprana edad, cuando, mediante un voluntarioso aprendizaje autodidacta, aprendió a tocar el piano. Ante su entusiasmo, su padre decidió hacerle estudiar con un profesor, Charles Hambitzer, quien le descubrió el mundo sonoro de compositores como Franz Liszt, Frédéric Chopin o Claude Debussy. Su gran sueño era el de triunfar como compositor en las salas de concierto, aunque latente entonces, no tomaría forma hasta años más tarde.

## Éxitos del momento
Así, abandonó en 1914 sus estudios para trabajar en una editorial de música en los que, sentado al piano, presentaba al público las melodías de moda. Pronto se animó él mismo a componer sus primeras canciones, algunas de las cuales consiguieron cierta popularidad y, sobre todo, le valieron la oportunidad de escribir su primer musical para Broadway, La, la, Lucille. Su inmediato éxito significó el verdadero comienzo de su carrera como compositor, siempre junto a su hermano Ira Gershwin como letrista. A este siguieron otros títulos como Lady, Be Good!, Oh Kay!, Funny Face, Girl Crazy y Of Thee I Sing, que contribuyeron a cimentar su fama y a convertirlo en un personaje aún más popular que sus admirados Kern y Berlín.
A partir de la década de los veinte, inició también la composición de otros trabajos destinados a las salas de concierto. Fecha señalada en este sentido fue la del 12 de febrero de 1924, cuando estrenó en el Aeolian Hall de Nueva York su célebre Rhapsody in Blue. La obra despertó cierta polémica, cosa bastante común en los estrenos de las obras de muchos compositores del siglo XX, pero en poco tiempo consiguió hacerse con un puesto en el repertorio de los mejores solistas y las más destacadas orquestas. El éxito no hizo olvidar a Gershwin sus numerosas lagunas técnicas, por lo que prosiguió sus estudios musicales con la intención de enriquecer su estilo y abordar metas más ambiciosas. En 1925 compuso su Concierto para piano en fa.

### Musical, Europa y música clásica: 1924-1928
Desde principios de la década de 1920, Gershwin había trabajado frecuentemente con el letrista Buddy DeSylva. Juntos crearon la ópera experimental de jazz en un acto Blue Monday, ambientada en Harlem. Se la considera la precursora de la innovadora Porgy and Bess presentada en 1935. En 1924, George e Ira Gershwin colaboraron en una comedia musical Lady, Be Good!, que incluía futuros estándares como Fascinating Rhythm y Oh, Lady Be Good!. Le siguieron ¡Oh, Kay! (1926),Funny Face (1927) y Strike Up the Band (1927 y 1930). Gershwin permitió que la canción, con un título modificado, se utilizara como canción de lucha de fútbol americano, "Strike Up The Band for UCLA".
En 1924, Gershwin compuso su primera obra importante, Rhapsody in Blue, para orquesta y piano. Fue orquestada por Ferde Grofé y estrenada por la Concert Band de Paul Whiteman en Nueva York. Posteriormente se convirtió en su obra más popular y estableció el estilo característico de Gershwin y su genialidad para combinar estilos musicales muy diferentes, como el jazz y la música clásica, de forma revolucionaria.
George Gershwin, con mínimos estudios formales, quiso profundizar en la composición, ya que sus conocimientos eran más bien intuitivos. Las respuestas de los maestros que Gershwin consultó hablan por sí mismas, ya que ninguno de ellos consideró que su conocimiento intuitivo de la música fuera un obstáculo para él. Aunque el especialista en música del siglo XX Alex Ross cree que es una leyenda, se cuenta que intentó ser discípulo de Ígor Stravinski. Este le preguntó: «¿Cuánto dinero ganó usted el año pasado?». «200 000 dólares», respondió el joven Gershwin. «Entonces yo debería tomar clases con usted», respondió el maestro. Ravel se negó a darle clases, argumentando lo siguiente: «Usted perdería su gran espontaneidad melódica para componer en un mal estilo raveliano. ¿Para que quiere ser un Ravel de segunda, cuando puede ser un Gershwin de primera?».[cita requerida]
Entretanto, escribió en París la pieza sinfónica Un americano en París, esta obra recibió críticas dispares en su estreno en el Carnegie Hall el 13 de diciembre de 1928, pero rápidamente pasó a formar parte del estándar en Europa y Estados Unidos. Al poco tiempo decidió volver a América.

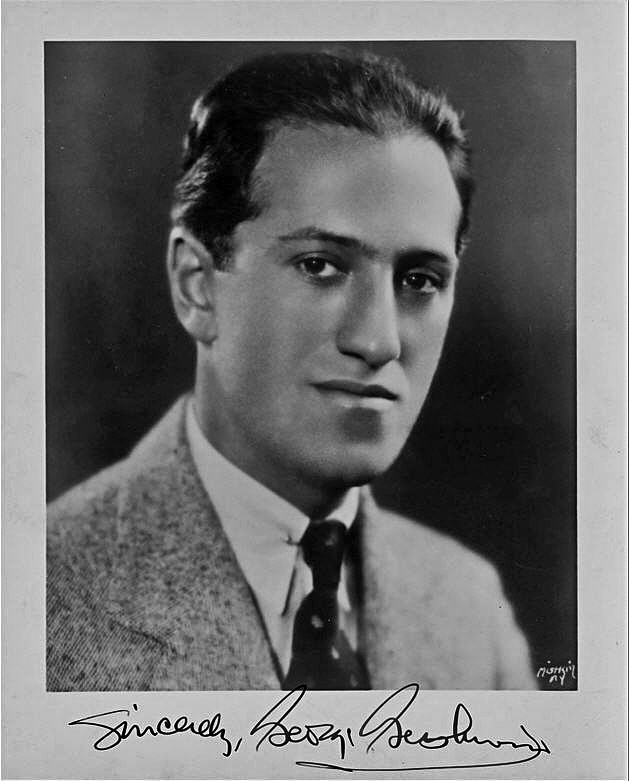
George Gershwin, c. 1935

## Culminación de su carrera
La culminación de su carrera como compositor llegó en 1935 con la ópera Porgy and Bess, convincente retrato de la vida de una comunidad negra en el sur de Estados Unidos, en la que el autor, fiel a su estilo, sintetizó las dos tradiciones que conocía: la estadounidense, representada por el jazz y el espiritual, y la sinfónica europea. Destacó el famoso aria Summertime, paradigma y estándar de jazz. A pesar de algunas dificultades iniciales, Porgy and Bess se impuso rápidamente en los escenarios de todo el mundo, siendo hoy en día la ópera estadounidense por antonomasia. 
Gershwin, sin embargo, no pudo disfrutar durante mucho tiempo de su éxito: un tumor cerebral (glioblastoma del lóbulo temporal derecho) truncó prematuramente su vida y privó a la música estadounidense de uno de sus compositores más representativos y universales.

## Estilo musical e influencia

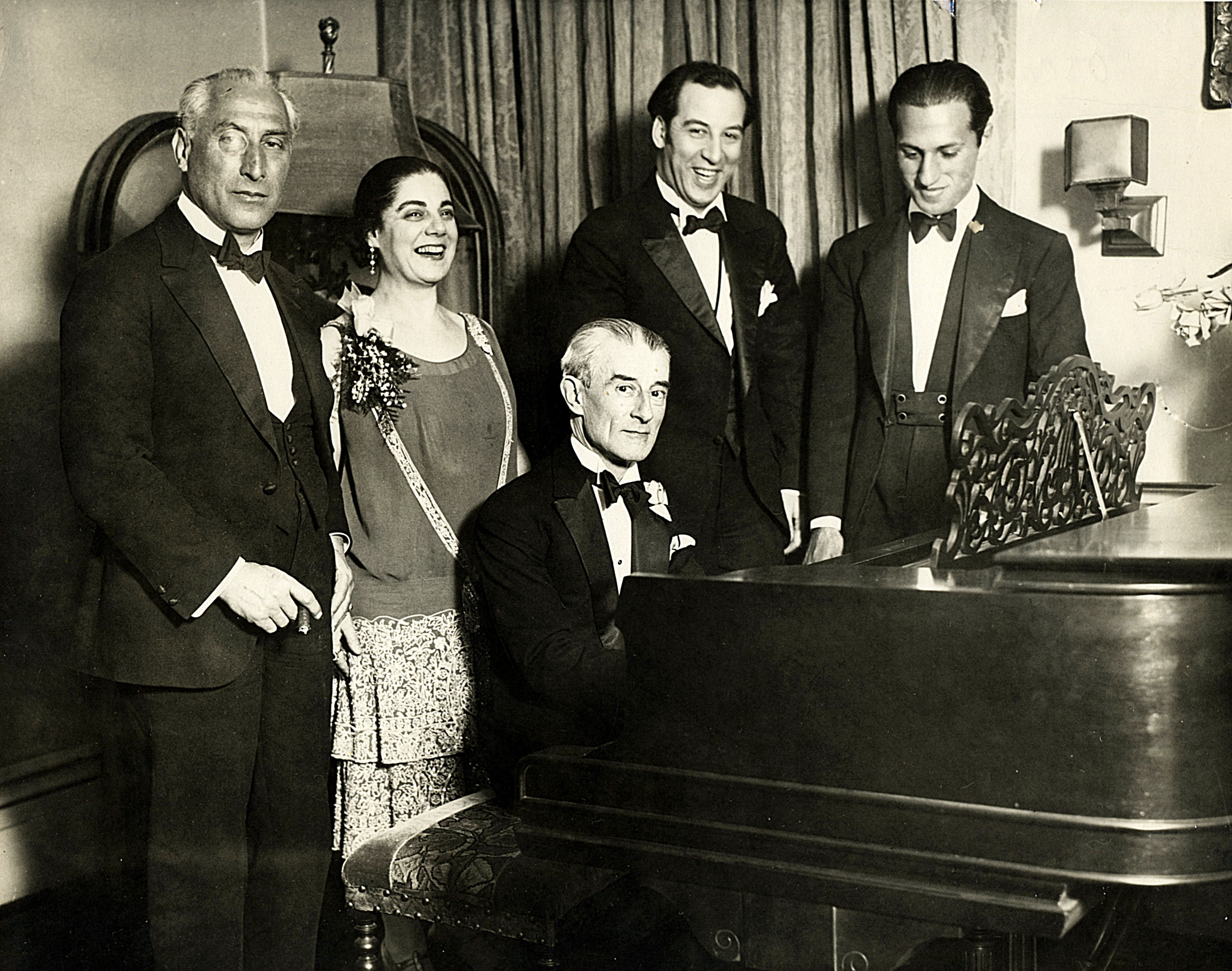
Fiesta de cumpleaños en honor de Maurice Ravel en Nueva York, 8 de marzo de 1928. De izquierda a derecha: Oskar Fried; Éva Gauthier; Ravel al piano; Manoah Leide-Tedesco; y George Gershwin.

Gershwin recibió la influencia de los compositores franceses de principios del siglo XX. A su vez, Maurice Ravel quedó impresionado con las habilidades de Gershwin y comentó: "Personalmente, encuentro el jazz de lo más interesante: los ritmos, la forma de tratar las melodías, las melodías en sí. He oído hablar de las obras de George Gershwin y me parecen intrigantes." La orquestación de las obras sinfónicas de Gershwin a menudo parecen similares a las de Ravel; asimismo, los dos conciertos para piano de Ravel evidencian una influencia de Gershwin.
George Gershwin pidió estudiar con Ravel. Cuando Ravel se enteró de lo mucho que ganaba Gershwin, Ravel le contestó con palabras como: "Deberías darme clases a mí". (Algunas versiones de esta historia presentan a Igor Stravinsky en lugar de a Ravel como el compositor; sin embargo, Stravinsky confirmó que originalmente escuchó la historia de Ravel.).
El propio Concerto en fa de Gershwin fue criticado por estar relacionado con la obra de Claude Debussy, más que con el esperado estilo jazzístico. La comparación no le disuadió de seguir explorando estilos franceses. El título de Un americano en Parísrefleja el propio viaje que había emprendido conscientemente como compositor: "La parte inicial se desarrollará en el típico estilo francés, a la manera de Debussy y Les Six, aunque las melodías son originales."
A Gershwin le intrigaban las obras de Alban Berg, Dmitri Shostakovich, Igor Stravinsky, Darius Milhaud y Arnold Schoenberg. También pidió clases de composición a Schoenberg. Schoenberg se negó, diciendo: "Yo sólo te convertiría en un mal Schoenberg, y tú ya eres un buen Gershwin" (Esta cita es similar a la que se atribuye a Maurice Ravel durante la visita de Gershwin a Francia en 1928: "¿Por qué ser un Ravel de segunda categoría, cuando eres un Gershwin de primera?) Gershwin quedó especialmente impresionado por la música de Berg, quien le regaló una partitura de la Lyric Suite. Asistió al estreno estadounidense de Wozzeck, dirigido por Leopold Stokowski en 1931, y quedó "emocionado y profundamente impresionado".
La influencia del ruso Joseph Schillinger como profesor de composición de Gershwin (1932-1936) fue sustancial al proporcionarle un método de composición. Ha habido cierto desacuerdo sobre la naturaleza de la influencia de Schillinger en Gershwin. Tras el éxito póstumo de Porgy and Bess, Schillinger afirmó que había tenido una gran y directa influencia en la supervisión de la creación de la ópera; Ira negó por completo que su hermano contara con tal ayuda para esta obra. Un tercer relato de la relación musical de Gershwin con su maestro fue escrito por el amigo íntimo de Gershwin Vernon Duke, también alumno de Schillinger, en un artículo para the Musical Quarterly en 1947.
Lo que diferenciaba a Gershwin era su capacidad para manipular formas musicales y convertirlas en su propia voz. Llevó el jazz que descubrió en Tin Pan Alley a la corriente principal empalmando sus ritmos y tonalidad con los de las canciones populares de su época. Aunque George Gershwin rara vez hacía grandes declaraciones sobre su música, creía que "la verdadera música debe reflejar el pensamiento y las aspiraciones del pueblo y de la época. Mi pueblo son los estadounidenses. Mi tiempo es hoy".
En 2007, la Biblioteca del Congreso bautizó su Premio Gershwin de Canción Popular con el nombre de George e Ira Gershwin. Reconociendo el profundo y positivo efecto de la música popular en la cultura, el premio se otorga anualmente a un compositor o intérprete cuyas contribuciones a lo largo de su vida ejemplifiquen el nivel de excelencia asociado a los Gershwin. El 1 de marzo de 2007, se concedió el primer Premio Gershwin a Paul Simon.

## Obras representativas para la música clásica
- Rhapsody in Blue (poema sinfónico).
- An American in Paris (poema sinfónico).
- Obertura cubana (poema sinfónico).
- Concierto en Fa (concierto para piano).
- Porgy and Bess (ópera).

## Discografía
La producción discográfica sobre la obra de George Gershwin parece muy desequilibrada. Así, mientras son 
incontables las versiones de Rhapsody in Blue o An American in Paris, la mayor parte de sus comedias musicales permanece inédita o se distribuyen como bandas sonoras de las comedias cinematográficas realizadas a partir de ellas. En los años 1990, sin embargo, la iniciativa de Tommy Krasker propició el Leonore Gershwin-Library of Congress Recording and Publishing Project. 
A través de la colaboración entre la Biblioteca del Congreso y la fundación dirigida por Leonore, viuda de Ira Gershwin, se pudieron recopilar materiales dispersos y localizar partituras parciales. Una vez restaurados, se procedió a la grabación y edición de algunas de las más famosas comedias musicales debidas a la colaboración de ambos hermanos. Por orden cronológico de estreno oficial de las obras, esta iniciativa incluyó:
- Lady, Be Good (estrenada el 1 de diciembre de 1924). Música de George Gershwin y letras de Ira Gershwin sobre libreto de Guy Bolton y Fred Thompson. Dirección de Eric Stern. Elektra Nonesuch (1992) 7559-79308-2.

- Oh, Kay! (8 de noviembre de 1926). Música de George Gershwin y letras de Ira Gershwin sobre libreto de Guy Bolton y P.G. Wodehouse.

- Strike Up the Band (5 de septiembre de 1927 en su primera versión, 14 de enero de 1930 en segunda versión). Música de George Gershwin y letras de Ira Gershwin sobre libreto de Geroge S. Kaufman. Dirección de John Mauceri. Elektra Nonesuch (1991) 7559-79273-2.

- Girl Crazy (14 de octubre de 1930). Música de George Gershwin y letras de Ira Gershwin sobre libreto de Guy Bolton y John McGowan. Dirección de John Mauceri. Elektra Nonesuch (1990) 7559-79250-2.

- Obertura Cubana (1932) El compositor George Gershwin incorporó el coro del Son cubano Echale Salsita de Ignacio Piñeiro.

- Pardon My English (20 de enero de 1933). Música de George Gershwin y letras de Ira Gershwin sobre libreto de Herbert Fields y Morrie Ryskind. Dirección de Eric Stern. Elektra Nonesuch (1994) 7559-79338-2.

Además, se han aprovechado los cilindros grabados por el propio Gershwin para la edición de dos recopilaciones de obras pianísticas:
- Gershwin Plays Gershwin: The Piano Rolls volumen 1. Elektra Nonesuch (1993). 7559-79287-2.

- Gershwin Plays Gershwin: The Piano Rolls volumen 2. Elektra Nonesuch (1995). 7559-79370-2.

Todos ellos en formato CD.

## Premios y distinciones
Premios Óscar
| Año  | Categoría              | Canción                             | Película       | Resultado |
| ---- | ---------------------- | ----------------------------------- | -------------- | --------- |
| 1938 | Mejor canción original | «They Can't Take That Away From Me» | Shall We Dance | Nominado  |